# Los Espartales
Los Espartales – stacja metra w Madrycie, na linii 12. Znajduje się w Getafe i zlokalizowana jest pomiędzy stacjami El Casar i El Bercial. Została otwarta 11 kwietnia 2003 roku.